# Антоніо Меуччі (фільм, 1940)
Антоніо Меуччі (італ. Antonio Meucci) — італійський історичний фільм 1940 року режисера Енріко Ґуаццоні, у якому знялися Луїджі Павезе, Леда Глорія та Неріо Бернарді. У фільмі зображено життя Антоніо Меуччі, винахідника ХІХ століття та прихильника Джузеппе Гарібальді. Фільм знятий у студії Чінечітта в Римі.

## У ролях
- Луїджі Павезе — Антоніо Меуччі
- Леда Глорія
- Неріо Бернарді — Александер Грем Белл
- Грета Гонда — Консуело Іспахан
- Освальдо Валенті — Джузеппе Гарібальді
- Армандо Мільярі — Еліша Грей
- Рубі Далма — Ліліана Монтес
- Анна Вальпредя — Марія
- Руді Даль Пра — Раміро Гомес
- Олінто Крістіна — Вілсон
- Еміліо Петаччі — Сем Клотон